# Манчестер (місто, Вермонт)

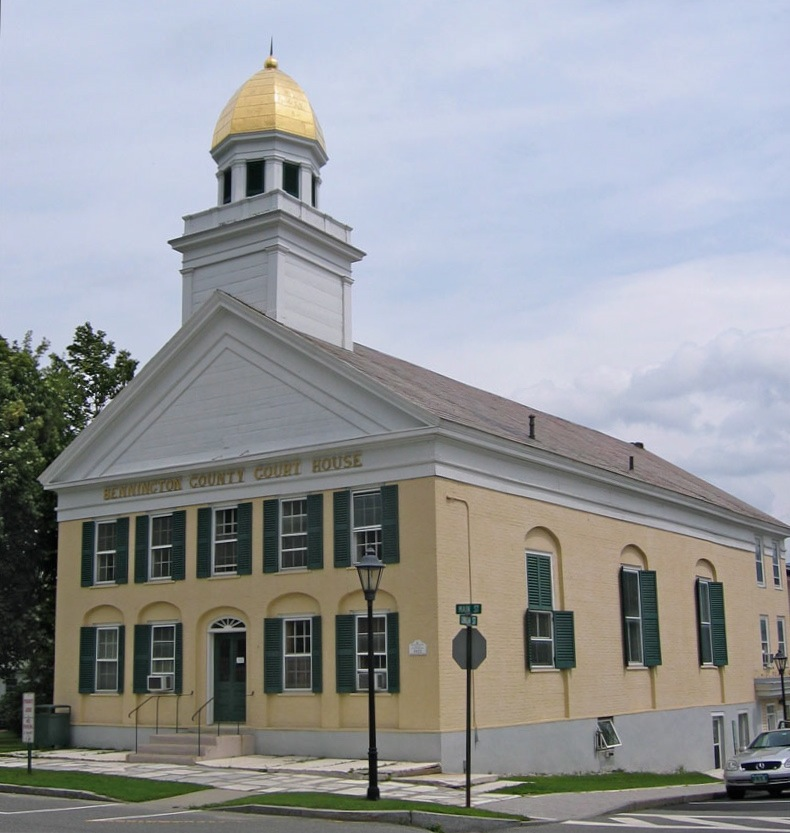
Беннінгтон. Будівля окружного суду

Манчестер — місто в штаті Вермонт, одне з двох головних міст округу (іноді їх називають центрами округу) Беннінґтон. Відоме ще як Північне Графство. Включає в себе три райони — Манчестер-Центр, Манчестер-Віледж та Манчестер-Депо.

## Історія
Місто було засноване в числі інших 1761 року Беннінгом Вентвортом (1696–1770), губернатором Нью-Гемпшира.
Місто назвали Манчестер для Роберта Монтегю, 3-го герцога Манчестера. Вентворт розраховував, що це приверне увагу до нового поселенню високих покровителів (цей принцип використовувався ним при найменуванні і інших нових міст, а Беннінгтон він назвав на свою честь).
Перші поселенці з'явилися 1764 року, місто закладене 1784 року.

## Географія
Розташоване на річці Batten Kill, між гірськими хребтами Таконік на заході та Зелені гори на сході.

## Клімат
Існує стара англійська приказка: «В Манчестері завжди йде дощ, а в Лідсі і Бредфорді завжди світить сонце».

## Природні умови
Земля в околицях Манчестера найкраще підходила для випасу худоби, ніж для землеробства, 1839 року в місцевих господарствах було близько 6000 овець.

## Населення
Населення 4180 осіб (за переписом 2000). За переписом 2010 чисельність склала 4180 осіб.

## Відомі жителі
- Джон Вінслоу Ірвінг — письменник
- Роберт Тодд Лінкольн — військовий міністр
- Джозеф Еймс — президент Університету Джонса Хопкінса